# Juan Mosquera
Juan Alberto Mosquera Álvarez, noto semplicemente come Juan Mosquera (Turbo, 10 febbraio 1996), è un ex calciatore colombiano, di ruolo centrocampista.

## Caratteristiche tecniche
È un centrocampista difensivo.

## Carriera
Cresciuto nel settore giovanile dell'Envigado, ha esordito in prima squadra il 17 maggio 2015 in occasione dell'incontro di Categoría Primera A perso 2-0 contro l'Independiente Medellín. Il 16 marzo 2017 ha segnato la sua prima rete in carriera, decisiva nella vittoria per 1-0 contro l'Itagui Leones in Copa Colombia.
Il 21 gennaio 2020, dopo 5 stagioni in cui ha collezionato 89 presenze e segnato 3 reti, è stato ceduto a titolo definitivo al Marítimo, che lo ha integrato nella propria seconda squadra.

## Statistiche
Statistiche aggiornate al 22 ottobre 2020.

### Presenze e reti nei club
| Stagione        | Squadra         | Campionato      | Campionato | Campionato | Coppe nazionali | Coppe nazionali | Coppe nazionali | Coppe continentali | Coppe continentali | Coppe continentali | Altre coppe | Altre coppe | Altre coppe | Totale | Totale | Totale |
| Stagione        | Squadra         | Comp            | Pres       | Reti       | Comp            | Pres            | Reti            | Comp               | Pres               | Reti               | Comp        | Pres        | Reti        | Pres   | Reti   |        |
| --------------- | --------------- | --------------- | ---------- | ---------- | --------------- | --------------- | --------------- | ------------------ | ------------------ | ------------------ | ----------- | ----------- | ----------- | ------ | ------ | ------ |
| 2015            | Envigado        | A               | 12         | 0          | CC              | 2               | 0               |                    | -                  | -                  |             | -           | -           | 14     | 0      |        |
| 2016            | Envigado        | A               | 17         | 0          | CC              | 1               | 0               |                    | -                  | -                  |             | -           | -           | 18     | 0      |        |
| 2017            | Envigado        | A               | 13         | 1          | CC              | 6               | 1               |                    | -                  | -                  |             | -           | -           | 19     | 2      |        |
| 2018            | Envigado        | A               | 17         | 1          | CC              | 2               | 0               |                    | -                  | -                  |             | -           | -           | 19     | 1      |        |
| 2019            | Envigado        | A               | 17         | 0          | CC              | 2               | 0               |                    | -                  | -                  |             | -           | -           | 19     | 0      |        |
| Totale Envigado | Totale Envigado | Totale Envigado | 76         | 2          |                 | 13              | 1               |                    | -                  | -                  |             | -           | -           | 89     | 3      |        |
| gen.-giu. 2020  | Marítimo B      | CP              | 6          | 0          |                 | -               | -               |                    | -                  | -                  |             | -           | -           | 6      | 0      |        |
| Totale carriera | Totale carriera | Totale carriera | 82         | 2          |                 | 13              | 1               |                    | -                  | -                  |             | -           | -           | 95     | 3      |        |